# 다니엘 알레비
다니엘 알레비(Daniel Halévy, 1872년 12월 12일~1962년 2월 4일)는 프랑스의 역사학자이자 수필가이다.
독일계 유대인 문학가 집안의 아카데미 프랑세즈 회원이었던 아버지 뤼도비크 알레비와, 개신교계 시계 제조공 가문의 딸인 어머니 루이즈 브레게의 아들로 태어난 다니엘 알레비는 개신교 세례를 받아 개신교식으로 교육받았다.
다니엘 알레비는 형 엘리 알레비처럼 리세 콩도르세를 다녔는데 그곳에서 그는 동급생이었던 마르셀 프루스트와 친분을 맺는다. 이후 그는 동양어학교(l'École des langues orientales)에 진학하게 된다.
알레비는 1903년부터 1910년까지 샤를 페기의 정기간행물 <카이예 드 라 캥젠Cahiers de la Quinzaine>에 <Apologie pour notre passé>를 기재하였으며 1901년부터 1909년까지는 샤를 기예스의 정기간행물 <파주 리브르Pages libres>에 참여한다. 그는 1921년부터 1937년까지 그라세 출판사의 <초록 노트Cahiers verts> 총서의 편집장이었다. 그는 1949년에 정신과학·정치학 아카데미 회원으로 선출되었다.

## 가계
- 엘리 알퐁 레비, 이후 알레비로 개성(改姓) (?-1826) x 쥘리 마이에르(1781-1819)
  - 자크 프로망탈 알레비(1799-1862), 오페라 작곡가 x 레오니 로드리그앙리크(1820-1884), 은행가 알렉상드르 로드리그앙리크(1765-1834)와 에스테르 그라디(1780-1859)의 딸
    -  에스테르 알레비(1845-1864), 사촌 뤼도비크 알레비의 약혼녀
    -  주느비에브 알레비(1849-1926) x 1 조르주 비제 x 2 에밀 스트로스(1844-1939)
      -  1 자크 비제

  - 레옹 알레비(1802-1883), 문학 교수, 시인, 우화 작가, 극작가. x 1 알렉상드린 르바, 유명 건축가 루이이폴리트 르바(1782-1867)와 콜롱브 이상베르의 딸. x 2 파라돌 양
    -  1 뤼도비크 알레비(1834-1908), x 루이즈 브르게(1847-1930), 시계상, 물리학자 루이 브르게(1803-1883)와 샤를로트 라시외르의 딸
      -  엘리 알레비(1870-1937), 철학자, 사학자, 옥스퍼드 대학교 명예박사
      -  다니엘 알레비(1872-1962), 수필가, 사학자 x 마리안 보두아예
        -  프랑수아즈엘렌 알레비(1900-1993) x 루이 족스, 정치가
          - 피에르 족스(1934-), 정치가

    -  1 발랑틴 알레비(1846-1893)
    -  2 뤼시앵아나톨 프레보스트 파라돌